# Nesioneta elegans
Nesioneta elegans là một loài nhện trong họ Linyphiidae.
Loài này thuộc chi Nesioneta. Nesioneta elegans được Alfred Frank Millidge miêu tả năm 1991.